# Granice Polski

Długości granic Polski z innymi krajami w 2006

Granice Polski – Polska graniczy z 7 krajami: Niemcami na zachodzie, Słowacją i Czechami na południu, Rosją i Litwą na północy, Białorusią i Ukrainą na wschodzie. Na północy granica państwa przebiega wzdłuż wybrzeża Morza Bałtyckiego. Razem granice Polski wynosiły według danych za 2011 rok 3511 km, natomiast według danych za 2024 rok granice te miały długość 3572 km.

## Długość granic Polski
Długość granic:
- Ogółem – (2011 r. - 3511 km), (2024 r. - 3572 km)
- z Czechami – 796 km
- ze Słowacją – 541 km
- z Ukrainą – 535 km
- z Niemcami – 467 km
- z Białorusią – 418 km
- z Rosją – 210 km
- z Litwą – 104 km
- morska – (2011 r. – 440 km), (2024 r. – 501 km) (jest to długość odcinków rozgraniczających obszar morza terytorialnego z Niemcami i Rosją oraz linii, której każdy punkt jest oddalony o 12 mil morskich (22,224 km) od morskiej linii brzegowej, a w Zatoce Gdańskiej – od linii podstawowej morza terytorialnego). Długość linii brzegowej wynosi 770 km[a].

## Obecne granice

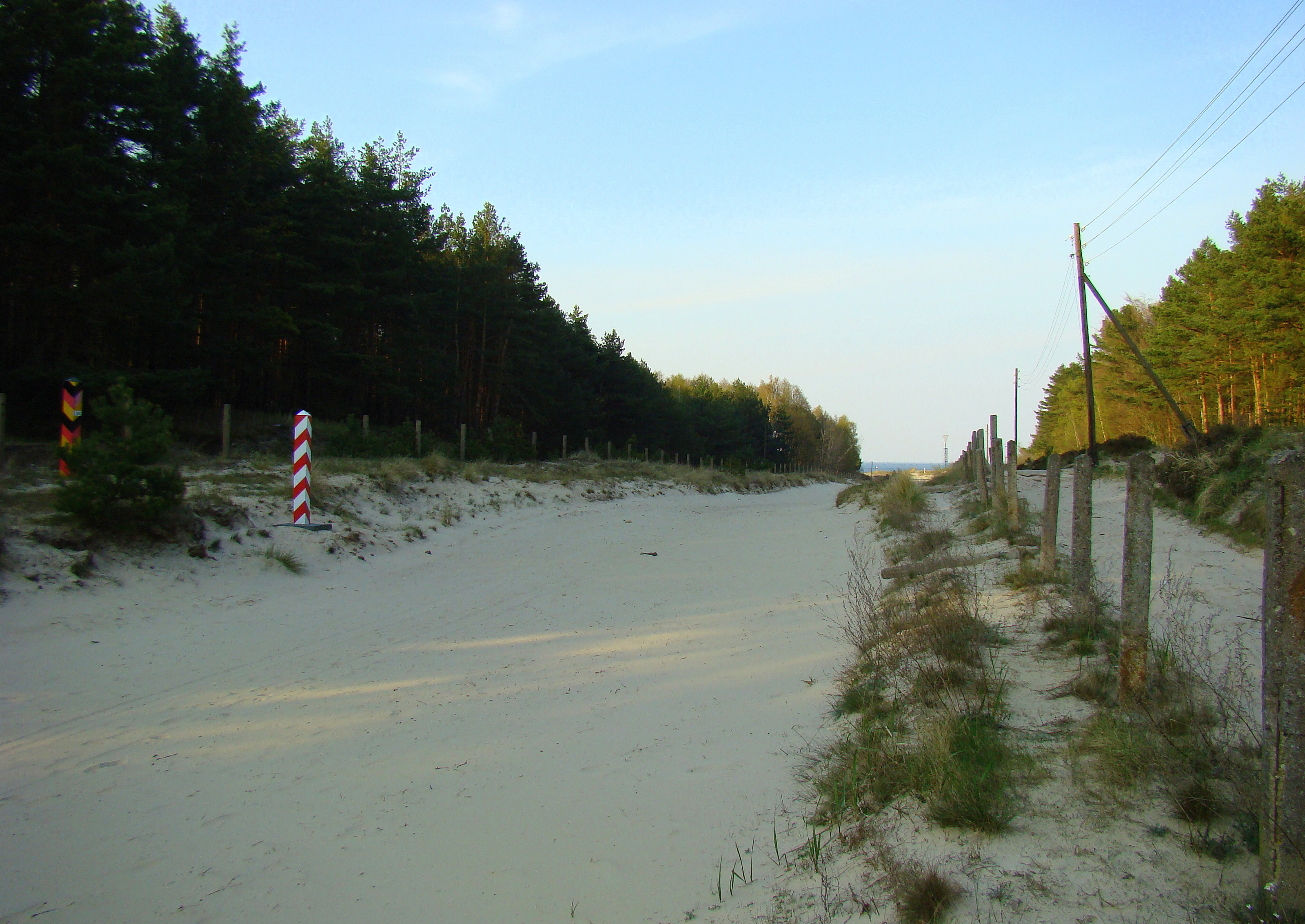
Granica polsko-niemiecka, znak graniczny nr 922, koło Świnoujścia, w tle Morze Bałtyckie; fotografia z pocz. 2008 r., tuż po przyłączeniu Polski do strefy Schengen

Granica Polski oddziela terytorium państwa polskiego od innych państw i od morza. Rozgranicza również przestrzeń powietrzną i wody. W celu ochrony granic ustanowiono pas drogi granicznej (15 m) i strefę nadgraniczną (15 km), a także powołano uzbrojoną, umundurowaną formację – Straż Graniczną. Kształt obszaru Polski jest stosunkowo regularny. Pod względem fizycznogeograficznym granica na największej długości przebiega górami – 34,5%, granice rzeczne stanowią 27% długości, morska – 14,7%, a pozostałe – 23,8%. Współczesne granice Polski zostały ustalone w 1945 roku na konferencjach w Poczdamie i Jałcie. O kształcie powojennych granic zdecydowały trzy zwycięskie mocarstwa: Stany Zjednoczone, Związek Radziecki i Wielka Brytania. Ustalono wschodnią granicę na Bugu, zachodnią na Odrze i Nysie Łużyckiej, północną wzdłuż wybrzeża Bałtyku i południową wzdłuż pasm górskich Sudetów i Karpat. Po II wojnie światowej sąsiadami Polski zostali: Związek Socjalistycznych Republik Radzieckich, Czechosłowacja i od 1949 roku Niemiecka Republika Demokratyczna.
Po zakończeniu wojny nastąpiło również kilka niewielkich korekt granic.
W wyniku zjednoczenia Niemiec w 1990 roku, rozpadu ZSRR w 1991 roku i podziału Czechosłowacji w 1993 roku, Polska graniczy z siedmioma krajami. Polskie obszary morskie to ogółem 30 560 km². Polska wyłączna strefa ekonomiczna na morzu obejmuje obszar 19 736 km². Morskie wody wewnętrzne to 2005 km², morze terytorialne – 8783 km², a strefa przyległa to 7787 km². W obrębie swojej strefy ekonomicznej Polska ma prawo do prowadzenia badań oraz rozpoznawania i eksploracji zasobów naturalnych-połowu ryb i wydobywania bogactw mineralnych. Może też tworzyć i użytkować sztuczne wyspy oraz inne konstrukcje i budowle morskie.

## Rozwój terytorialny

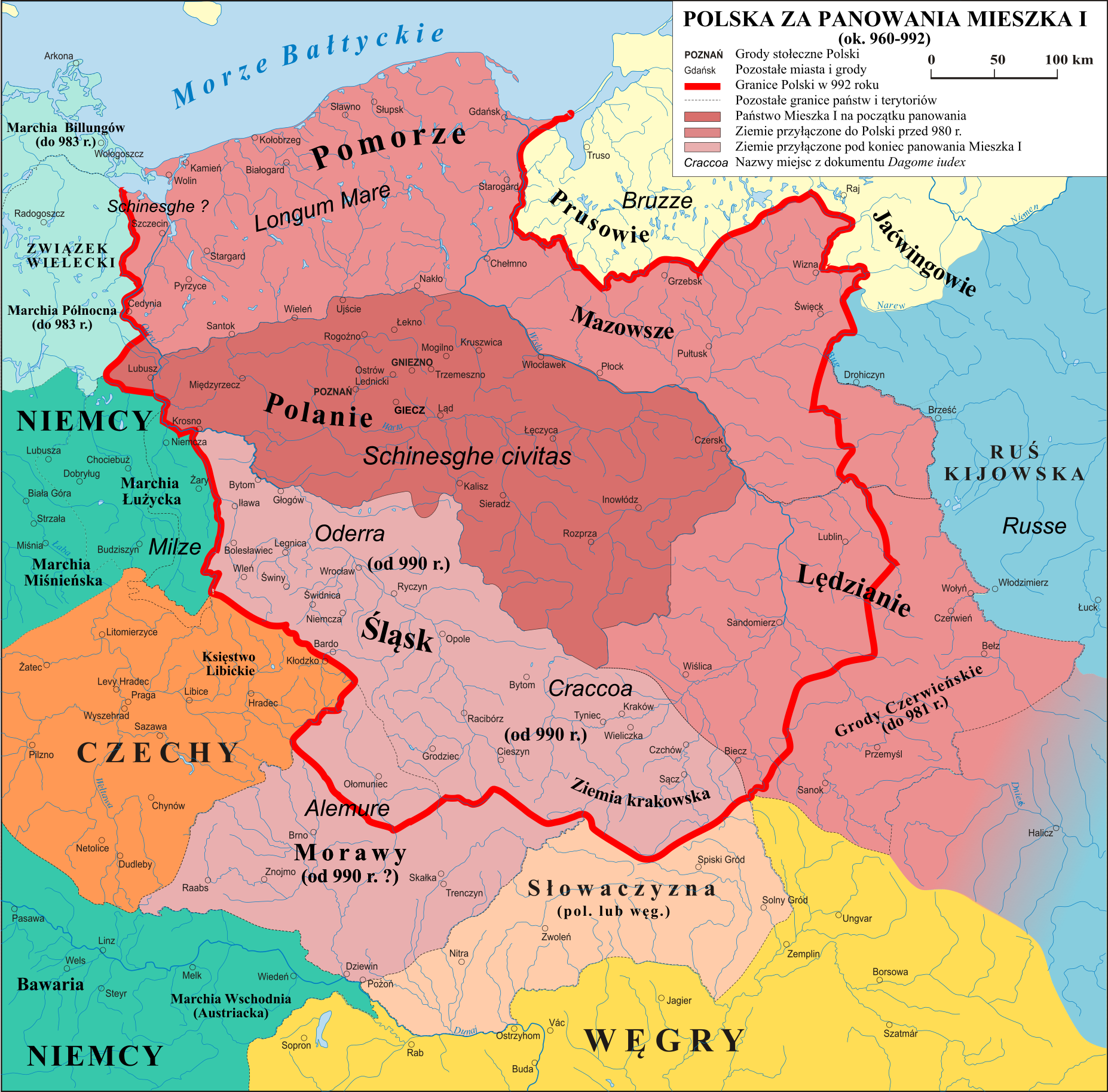
Polska za panowania Mieszka I

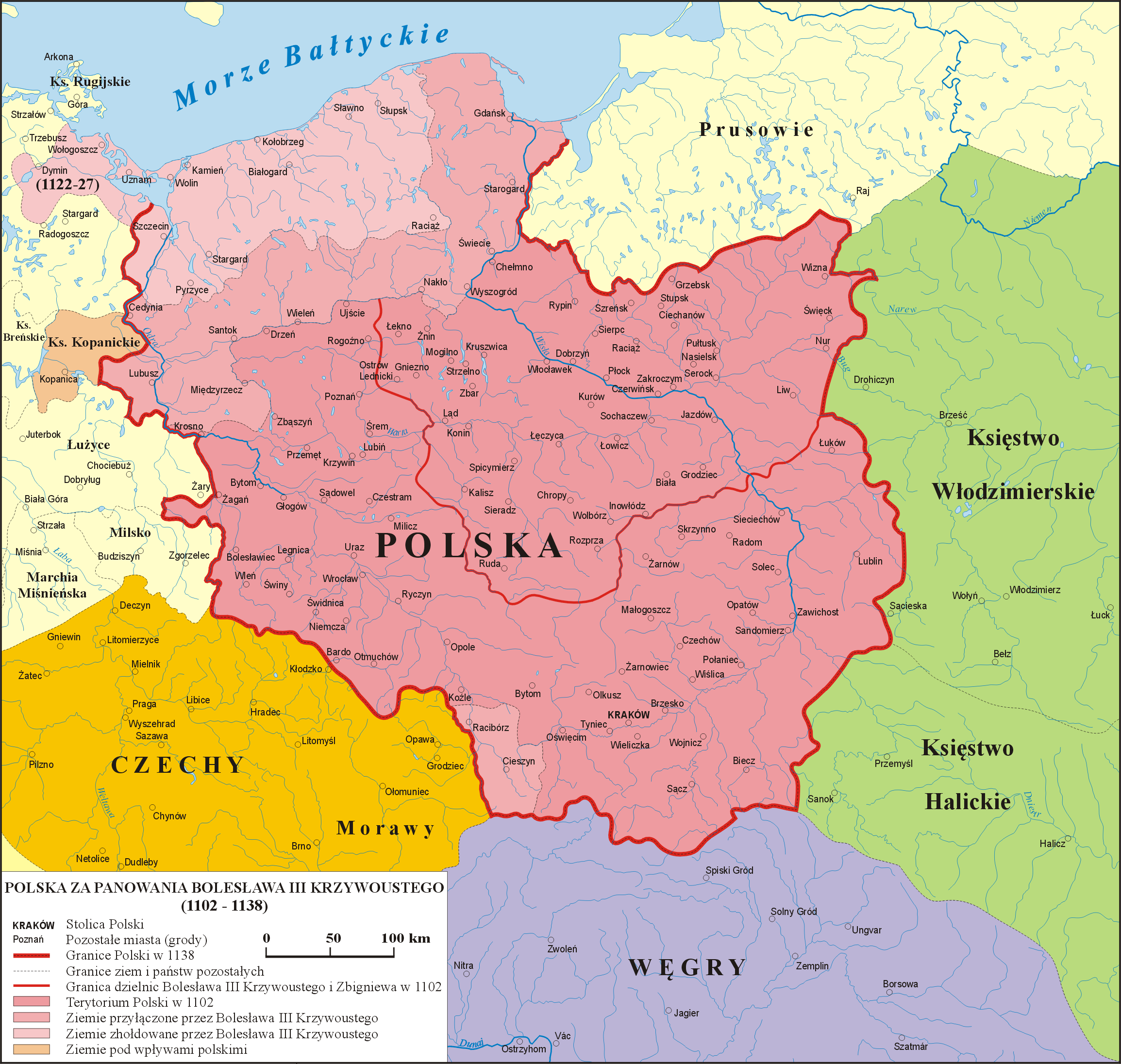
Polska za panowania Bolesława III Krzywoustego

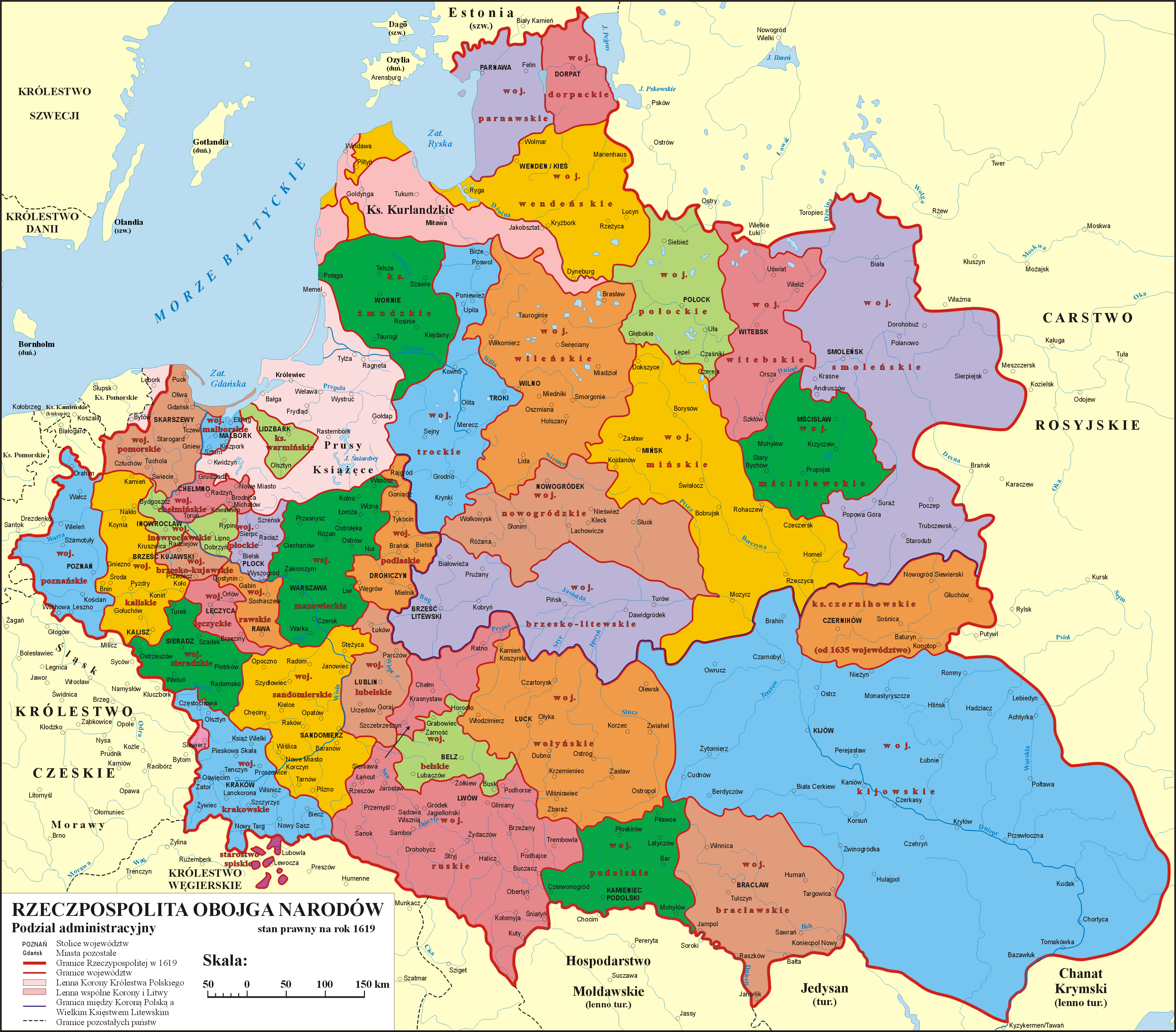
Rzeczpospolita Obojga Narodów

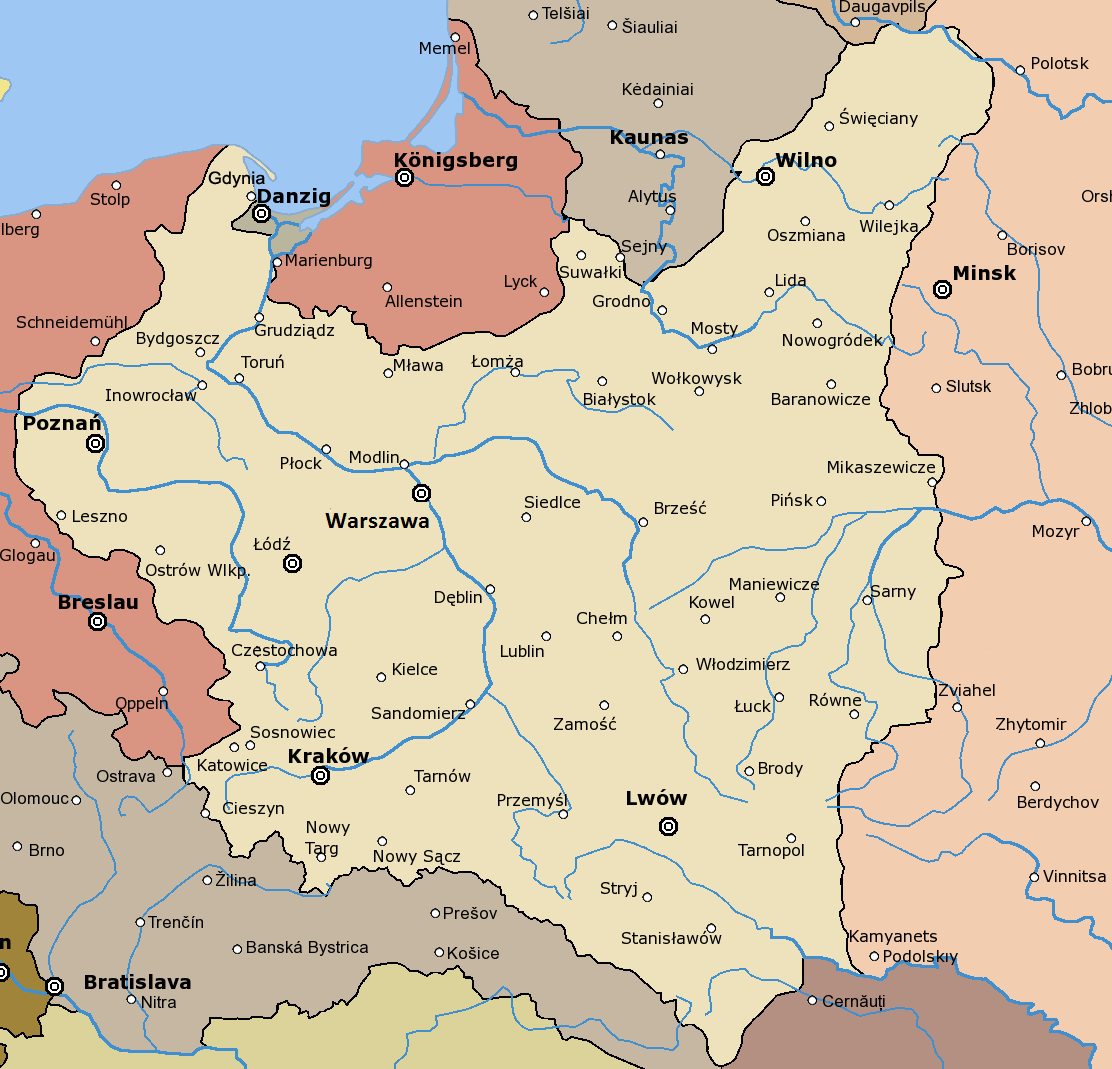
II Rzeczpospolita

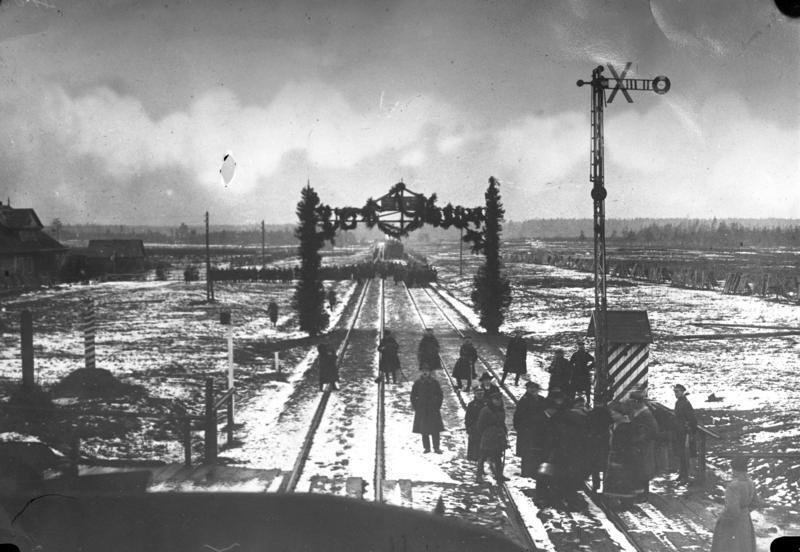
Granica państwowa polsko-radziecka w 1932 r.

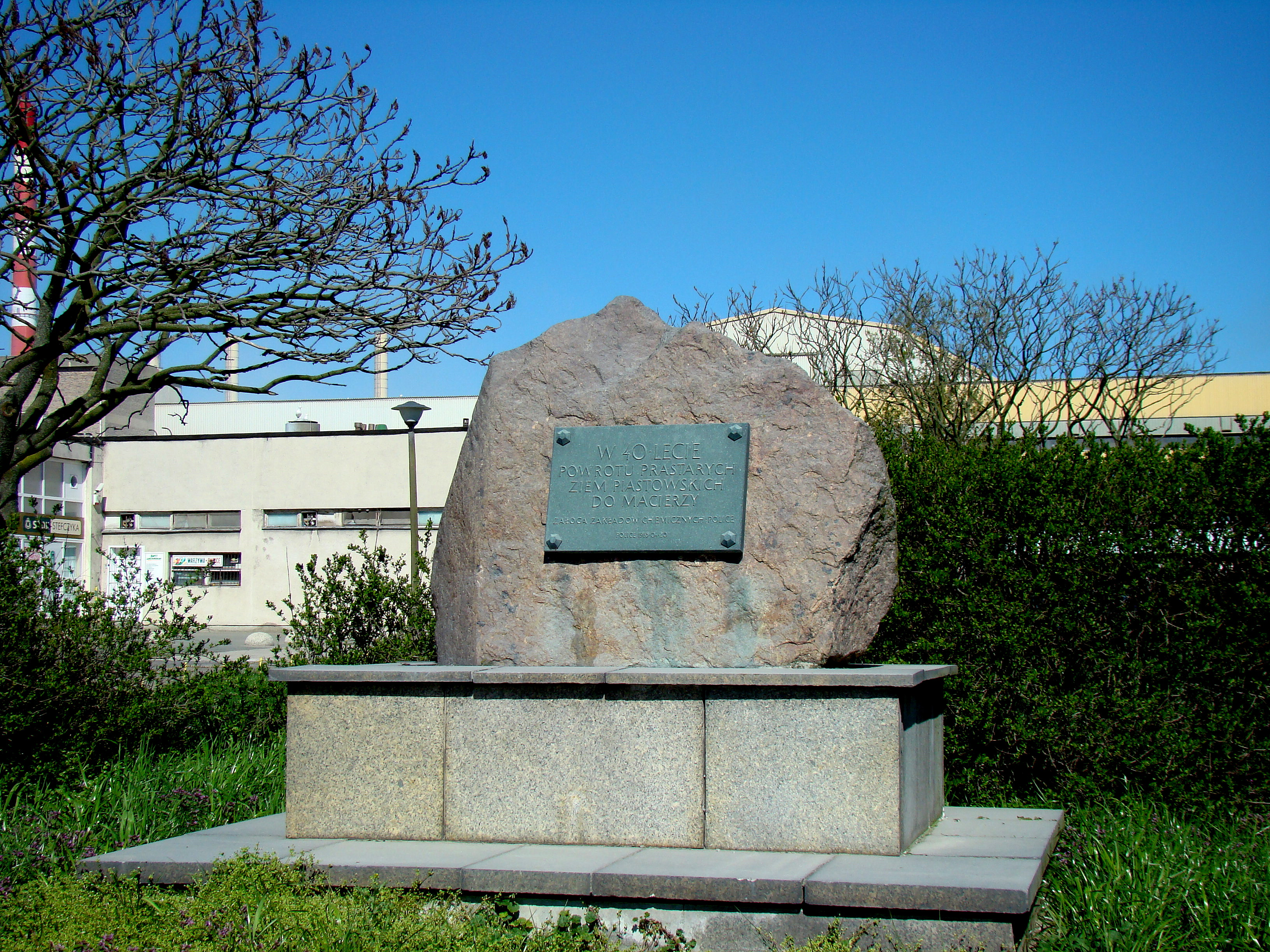
Tablica pamiątkowa „W 40-lecie powrotu prastarych ziem piastowskich do macierzy. Załoga Zakładów Chemicznych Police” (1985) w Policach

Współczesne granice Polski zbliżone są swym zasięgiem do granic Polski Piastowskiej. Po zjednoczeniu około 990 roku państwo Piastów nie miało w swych granicach Prus. Luźny był również związek z Pomorzem, które starało się utrzymać niezależność. W X-XII wieku w granicach Polski znajdował się obszar około 250 000 km², ze stolicą w Gnieźnie, a od 1040 roku – w Krakowie. W dobie rozbicia dzielnicowego w latach 1138–1320 Polska utraciła część terytorium. W 1181 roku poza granicami kraju znalazło się Pomorze Zachodnie. Brandenburgia zajęła Ziemię lubuską (1249-1252) i pogranicze wielkopolsko-pomorskie. W latach 1308–1309 Pomorze Gdańskie opanowali Krzyżacy. W 1320 roku Władysław Łokietek zjednoczył Polskę, poza Śląskiem i Mazowszem. Granice zostały przesunięte bardziej na wschód za czasów Kazimierza Wielkiego, który w latach 1340–1366 przyłączył Ruś Halicko-Wołyńską, podporządkowując sobie jako lenno Ruś Czerwoną i zachodnie Podole. W 1370 roku terytorium kraju wraz z lennami wynosiło 240 000 km². W 1466 roku odzyskano Pomorze Gdańskie, ziemię chełmińską i Warmię, czyli tzw. Prusy Królewskie, oraz Mazowsze. Wtedy został ustalony obowiązujący do rozbiorów Polski w latach 1772–1795 przebieg granic zachodnich. W latach 1462–1529 dokonywano stopniowej inkorporacji Mazowsza. W 1569 roku do Polski przyłączono również Podlasie, Wołyń, Podole i Kijowszczyznę. W tym samym roku zawarto w sejmie lubelskim unię realną z Wielkim Księstwem Litewskim, tworząc Rzeczpospolitą Obojga Narodów. W 1582 roku powierzchnia ziem zwanych Koroną ze stolicą w Warszawie liczyła 815 000 km². Po wojnach z Moskwą od 1609 roku stopniowo rozszerzało się terytorium Rzeczypospolitej, m.in. w 1619 roku o ziemię smoleńską, czernihowską i siewierską. Polska wtedy zajmowała największy w swoich dziejach obszar, liczący 990 000 km² w 1634 roku. W 1667 roku utraciła ziemie: smoleńską, czernihowską i siewierską oraz Zadnieprze z Kijowem. W latach 1672–1699 doszło do czasowej utraty Podola. W 1699 roku powierzchnia wynosiła 733 000 km² i utrzymywała się do I rozbioru w 1772 roku.
W 1918 roku kraj odzyskał niepodległość, ale do końca grudnia wyzwolono jedynie ziemie byłej kongresówki i część zaboru austriackiego ze Lwowem; granice II Rzeczypospolitej nie były jeszcze ustalone prawnie ani faktycznie. Ostateczny kształt II Rzeczpospolita przybrała w 1922 roku w wyniku plebiscytów, powstań śląskich, powstania wielkopolskiego, wojen z Ukrainą i Rosją sowiecką oraz wcielenia do Polski Wileńszczyzny; w roku 1923 Rada Ambasadorów uznała wschodnie granice Polski. Terytorium Polski po 1923 roku sięgało na wschodzie po Dźwinę, Słucz i Zbrucz. Poza granicami pozostawały Gdańsk jako Wolne Miasto Gdańsk, Warmia, okolice Elbląga i Malborka. W 1938 roku Polska anektowała Zaolzie oraz część Spiszu i Orawy.
Po II wojnie światowej w 1945 roku, po podpisaniu porozumień w Jałcie i Poczdamie, granice objęły tereny zachodnie po Odrę i Nysę Łużycką. Na północy przebiegają wzdłuż wybrzeża Bałtyckiego. Przywrócono w zasadzie przedwojenną granicę południową, jednak Zaolzie powróciło do Czechosłowacji. Na wschodzie ustalono granicę na Bugu (z korektą w 1951). Poprzez ustalenie granicy na Bugu, który zmienia swoje koryto w kierunku wschodnim, przebieg granicy nieco się zmienia, a powierzchnia Polski powiększa się.
W roku 1958 nastąpiła dość istotna korekta granicy między Polską a Czechosłowacją. Obszar wymienionych terytoriów nie był równy – Czechosłowacja otrzymała 1205,90 ha, a Polska tylko 837,46 ha, a więc Czechosłowacja dostała o 368,44 ha (3,6844 km²) więcej. Polska cały czas stara się o wyrównanie tej różnicy i oczekuje na przekazanie ziem od obecnych Czech.

## Przebieg granic

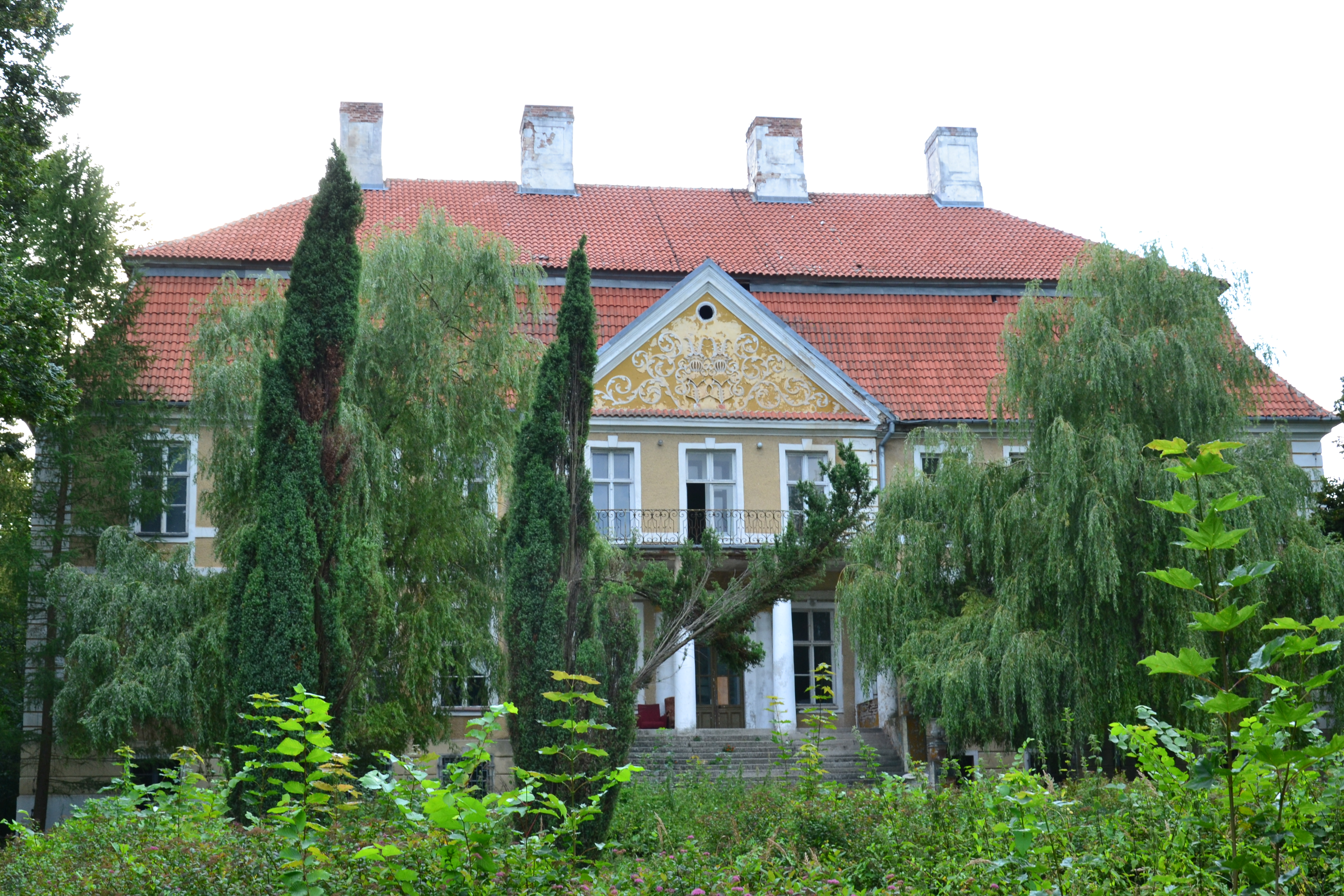
Pałac w Stolcu koło Polic z parkiem podzielonym granicą pomiędzy Polskę i Niemcy

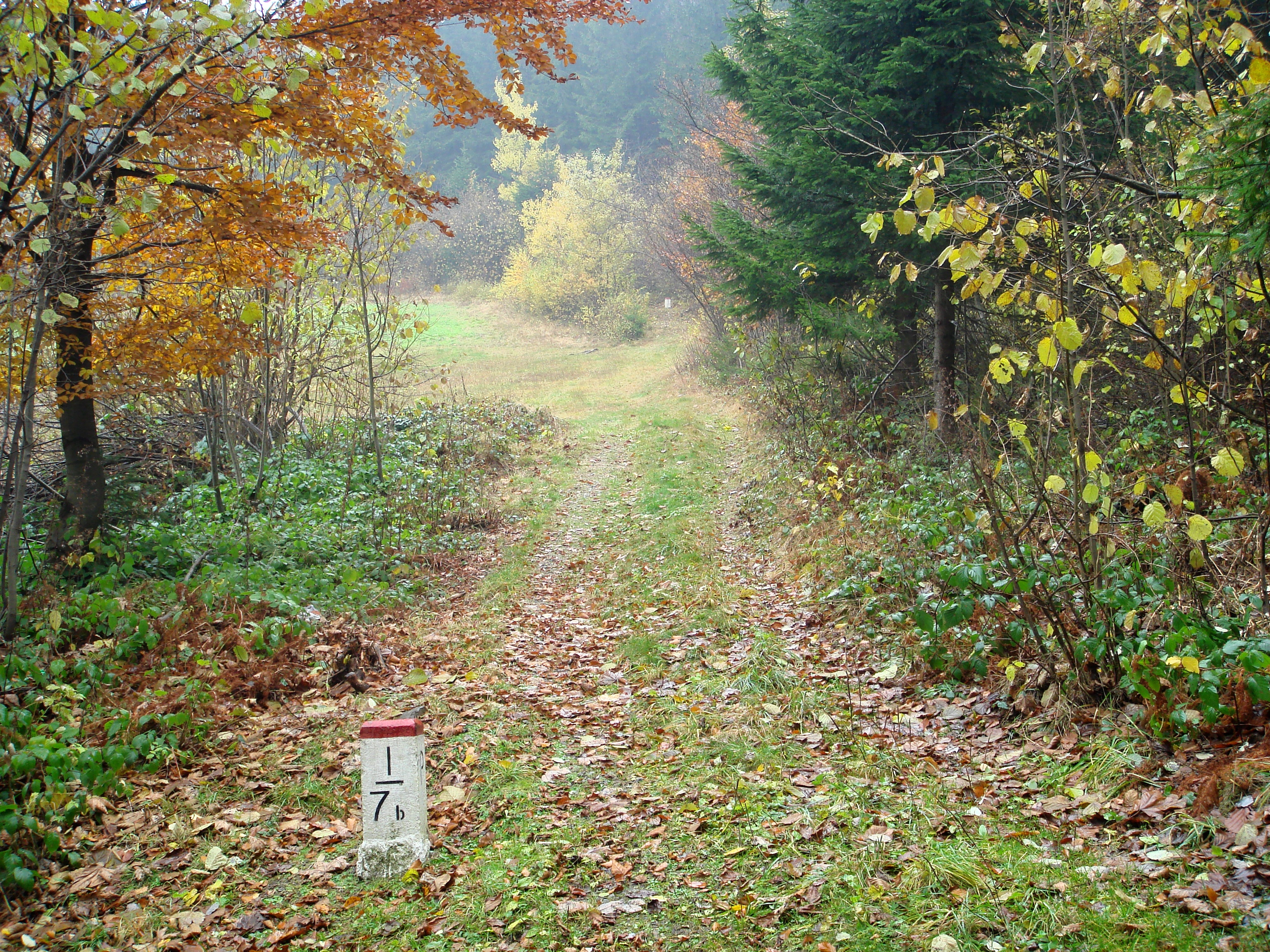
Granica polsko-czeska Jaworzynki, znak graniczny nr I/7b

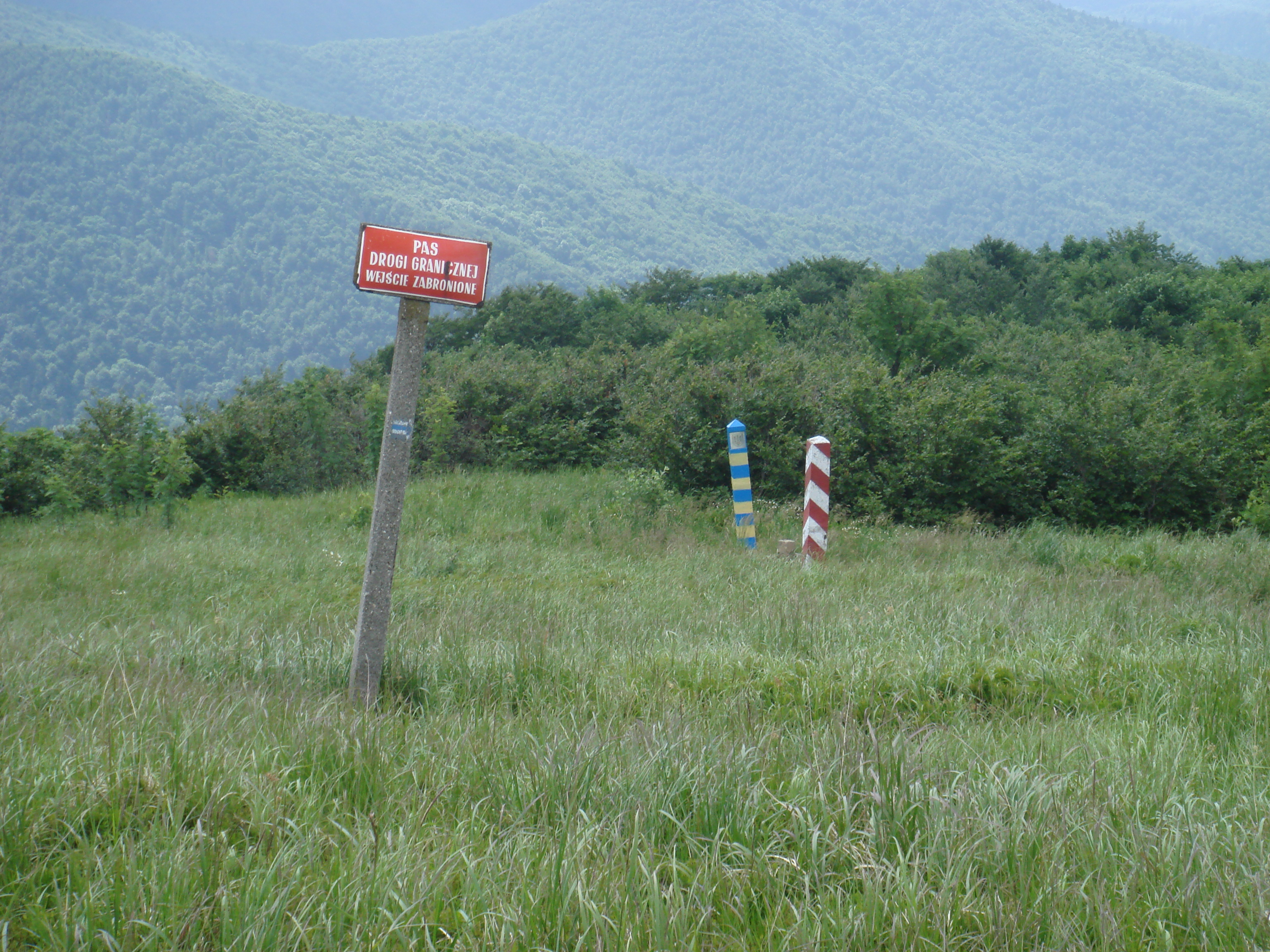
Granica polsko-ukraińska pod Wielką Rawką w Bieszczadach

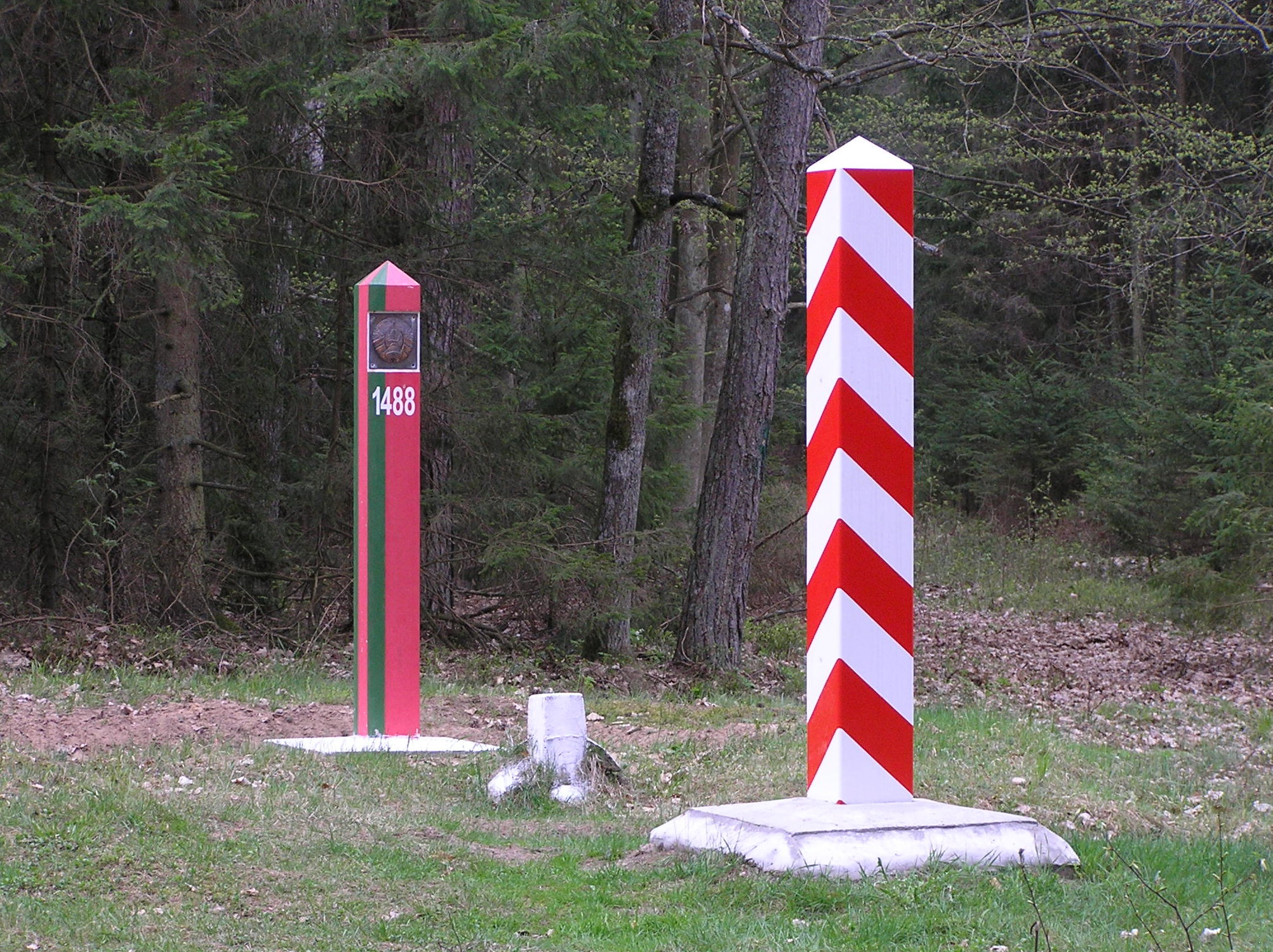
Granica polsko-białoruska w Białowieży, znak graniczny nr 1488

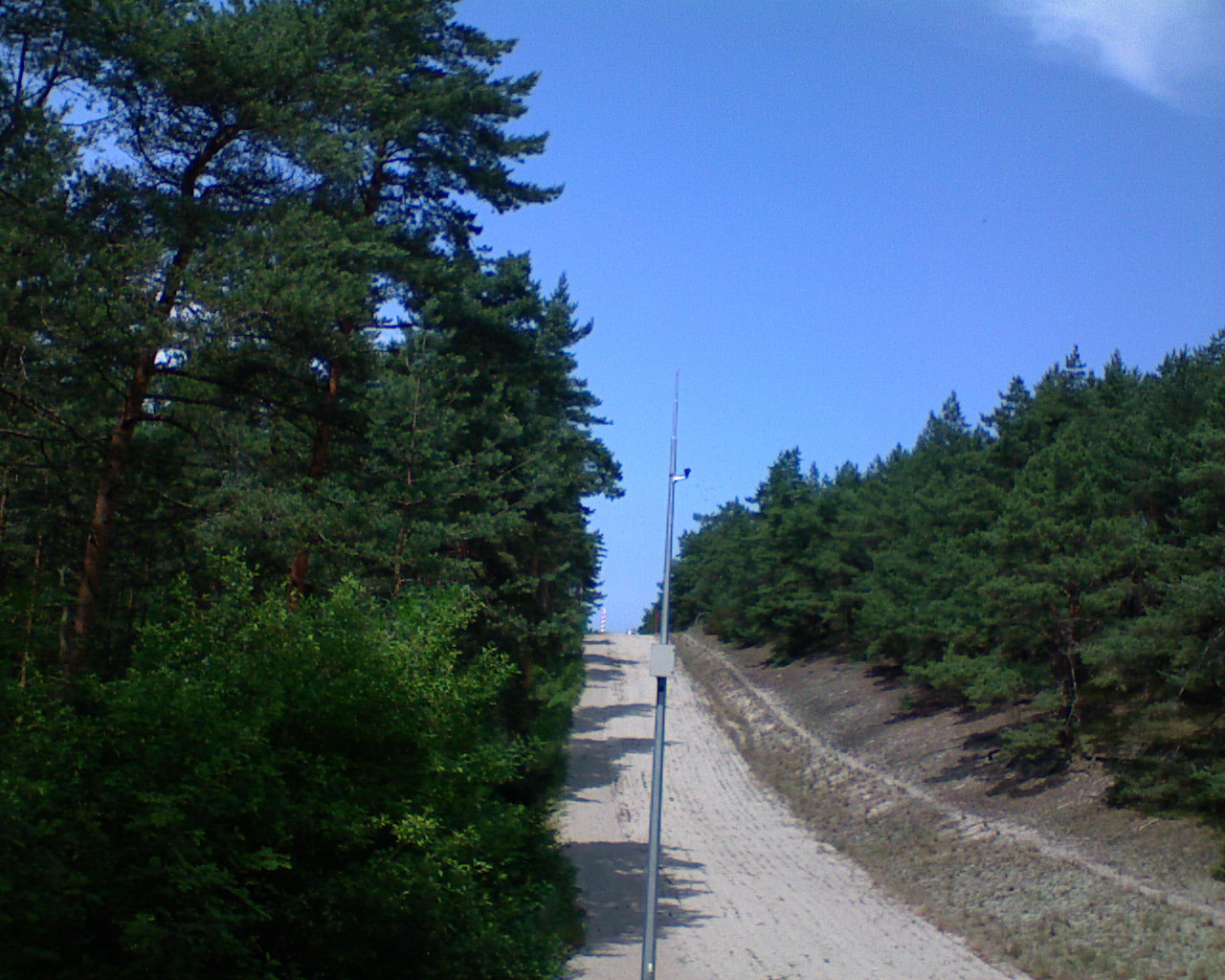
Granica polsko-rosyjska, koło Piasków

Z Niemcami granica biegnie od Morza Bałtyckiego przez wyspę Uznam na zachód od Świnoujścia, następnie przez Zalew Szczeciński i Jezioro Nowowarpieńskie, w kierunku południowo-wschodnim na zachód od Nowego Warpna, Szczecina i Gryfina, przez koryto Odry i Odrą do Nysy Łużyckiej, a dalej Nysą Łużycką w okolice Żytawy.
Z Czechami granica biegnie od doliny Żytawy, na południe od Bogatyni do Zawidowa, przez Góry Izerskie, doliną Izery, Przełęczą Szklarską, grzbietem Karkonoszy, Przełęczą Lubawską, Górami Stołowymi, przecina Kudowę Zdrój, przechodzi między Górami Bystrzyckimi i Górami Orlickimi, wzdłuż doliny Orlicy, Przełęczą Międzyleską, masywem Śnieżnika, Górami Złotymi, w pobliżu Złotego Stoku, przez Głuchołazy na południe do Prudnika, doliną Opawy, przecina dolinę Odry, biegnie wzdłuż doliny Olzy, przez Cieszyn i Przełęcz Jabłonkowską.
Granica ze Słowacją przebiega od Przełęczy Jabłonkowskiej, przez Zwardoń, Wielką Raczę, Pilsko, Babią Górę, Chyżne, przecina dolinę Orawy, główny grzbiet Tatr, biegnie doliną Białki wzdłuż doliny Dunajca, przez Pieniny, doliną Popradu, przez Muszynę, przełęczą Tylicką, Dukielską i Łupkowską, do szczytu Krzemieniec, nad przełęczą Użocką.
Granica z Ukrainą ciągnie się od przełęczy Użockiej, wzdłuż doliny Sanu, na wschód od Lutowisk, Ustrzyk Dolnych, przecina dolinę rzeki Strwiąż, Bramę Przemyską, przechodzi w kierunku północno-wschodnim i w okolicach Kryłowa osiąga rzekę Bug, a następnie wzdłuż Bugu biegnie do Sobiboru.
Granica z Białorusią przebiega od Sobiboru wzdłuż Bugu i skręca na północny wschód, przecina puszczę Białowieską, dolinę Narwi, biegnie wzdłuż doliny Świsłoczy, przecina dolinę Czarnej Hańczy i kończy się na północ od tej rzeki.
Granica z Litwą biegnie na północ od Czarnej Hańczy, na wschód od miejscowości Sejny, na północny wschód od Suwałk do okolic Wiżajn.
Z Rosją granica przebiega od okolic Wiżajn, przez Puszczę Romincką, równolegle na północ od miejscowości Gołdap, Węgorzewo, Bartoszyce, Braniewo, przecina Zalew Wiślany i kończy się na Mierzei Wiślanej w miejscowości Piaski.
Granica morska ciągnie się wzdłuż wybrzeża Morza Bałtyckiego.

## Granica morska
Polska graniczy przez Morze Bałtyckie ze Szwecją i Danią.

## Zdjęcia

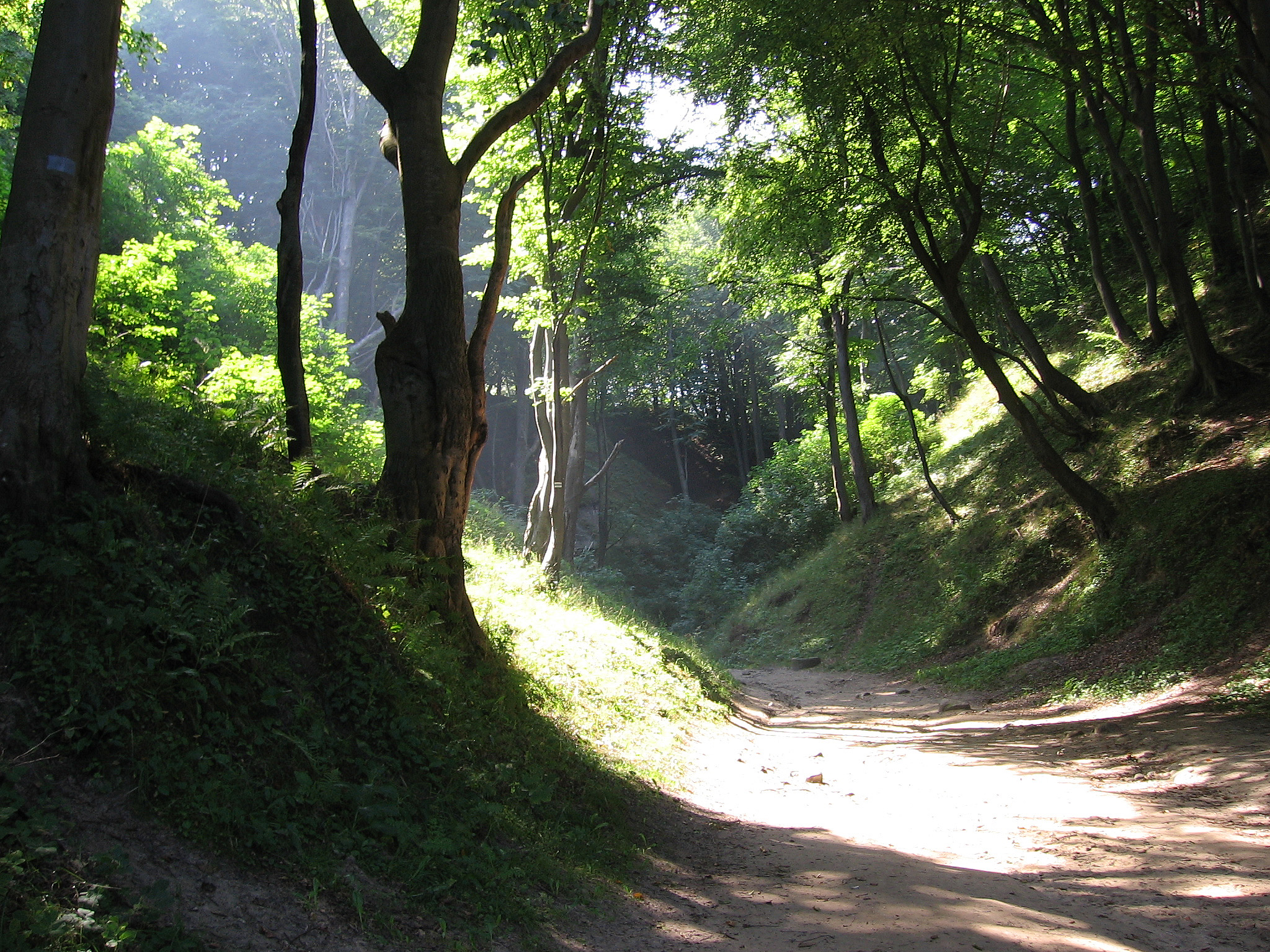
Lisi Jar[6] – 350-metrowy wąwóz w Nadmorskim Parku Krajobrazowym, w pobliżu Jastrzębiej Góry, najbardziej wysuniętej na północ miejscowości Polski
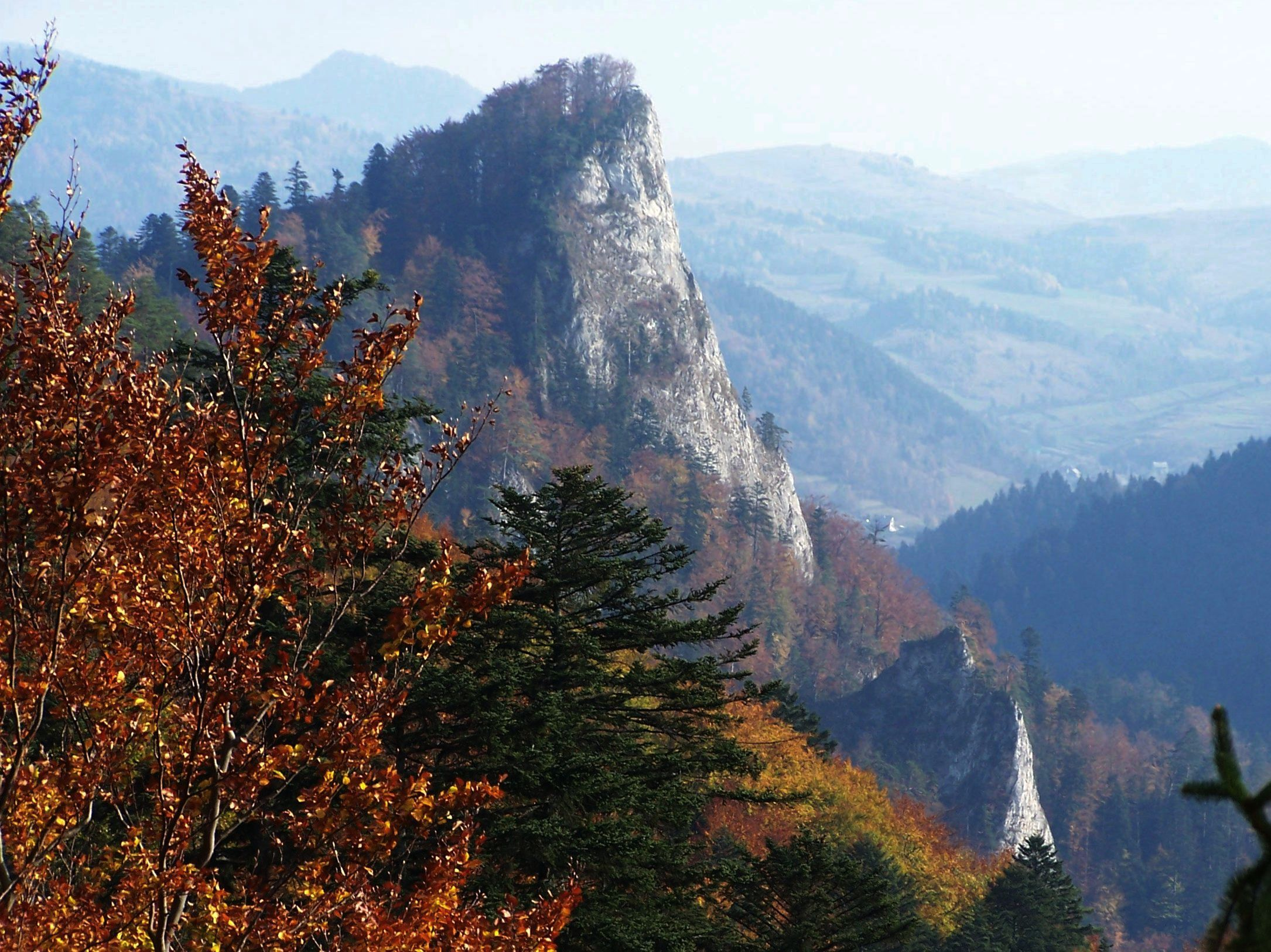
Sokolica[7](Pieniny) w Karpatach, na południu, przy granicy ze Słowacją
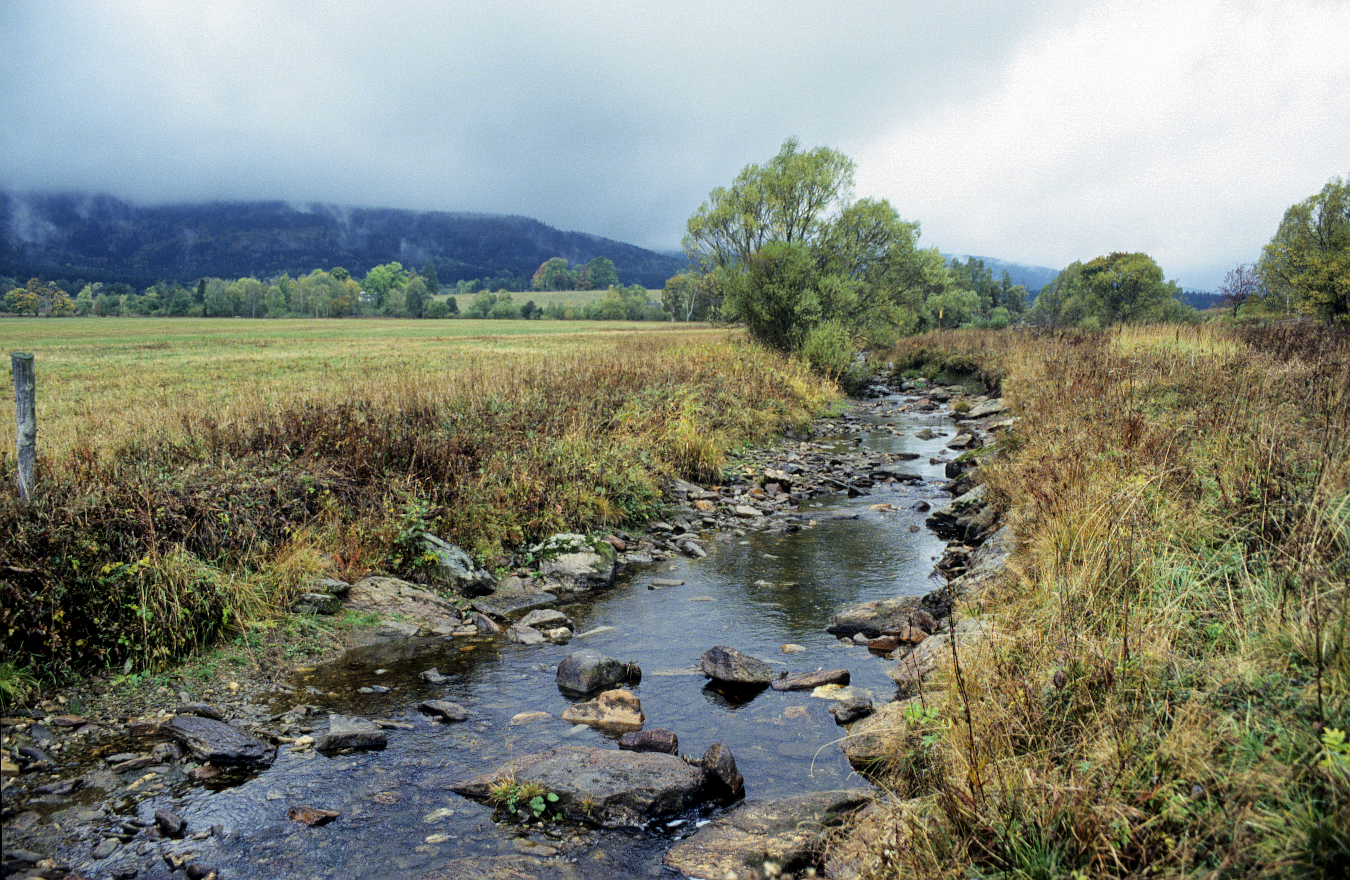
Granica Polski i Czech na górnym biegu Dzikiej Orlicy, w Lasówce pod Kłodzkiem, w Sudetach[8]. W tle czeskie Góry Orlickie. Obecny i rozszerzany obszar Natury 2000
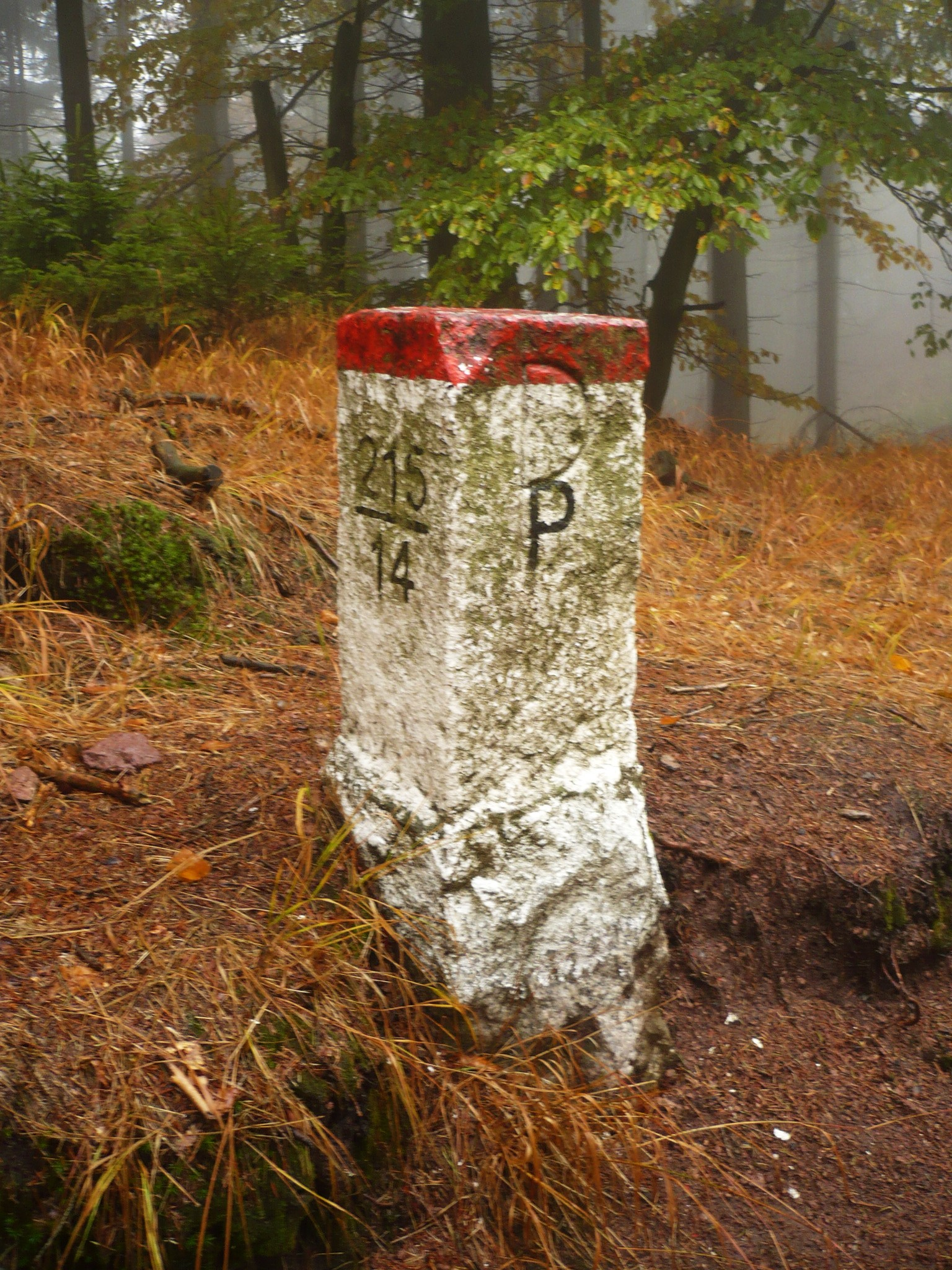
Słup graniczny: Czechosłowacja - Niemcy (D), obecnie Czechy - Polska (P)